# Atlantic Hockey
| Atlantic Hockey      | Atlantic Hockey                                                  |
| -------------------- | ---------------------------------------------------------------- |
| Logo der Hockey East |                                                                  |
| Gründungsjahr        | 1997                                                             |
| Mitglieder           | 11                                                               |
| Sport                | Eishockey                                                        |
| Region               | Nordosten der Vereinigten Staaten                                |
| Bundesstaaten        | 5 – Colorado, Connecticut, Massachusetts, New York, Pennsylvania |
| Hauptsitz            | Wakefield, Massachusetts                                         |
| Vorsitzender         | Robert M. DeGregorio jr.                                         |

An der Atlantic Hockey beteiligte Bundesstaaten.

Die Atlantic Hockey (vollständiger Name: Atlantic Hockey Association) war eine amerikanische Universitäts- und Hochschulsportliga, die hauptsächlich im Nordosten der Vereinigten Staaten ansässig war. Sie gehörte zur Division I der National Collegiate Athletic Association und war eine reine Männer-Eishockey-Conference. Von 1997 bis 2003 war Atlantic Hockey Teil der Metro Atlantic Athletic Conference (MAAC).
Nach der Saison 2023/24 fusionierte der „Association“  mit dem nur für Frauen bestehenden College Hockey America (CHA) und gründete das neue Atlantic Hockey America. Die „Association“ und CHA hatten seit 2010 einen gemeinsamen Kommissar und Konferenzmitarbeiter.

## Teilnehmer
Vor der Fusion mit CHA hatte die Atlantic Hockey Association 11 Mitglieder:
| Institution                                 | Stadt            | Bundesstaat   | Team- name      | Gründungs- jahr | Zugehörig- keit   | Studenten- zahl | Universitäts- liga         |
| ------------------------------------------- | ---------------- | ------------- | --------------- | --------------- | ----------------- | --------------- | -------------------------- |
| United States Air Force Academy (Air Force) | Colorado Springs | Colorado      | Falcons         | 1954            | Staatlich         | 4.400           | Mountain West              |
| American International College              | Springfield      | Massachusetts | Yellow Jackets  | 1885            | Privat            | 1.700           | Northeast Ten              |
| United States Military Academy (Army)       | West Point       | New York      | Black Knights   | 1802            | Staatlich         | 4.400           | Patriot League             |
| Bentley University                          | Waltham          | Massachusetts | Falcons         | 1917            | Privat            | 3.958           | Northeast Ten              |
| Canisius University                         | Buffalo          | New York      | Golden Griffins | 1870            | Privat Katholisch | 3.490           | MAAC                       |
| College of the Holy Cross                   | Worcester        | Massachusetts | Crusaders       | 1843            | Privat Katholisch | 2.897           | Patriot League             |
| Mercyhurst University                       | Erie             | Pennsylvania  | Lakers          | 1926            | Privat Katholisch | 4.055           | GLIAC (NEC seit Juli 2024) |
| Niagara University                          | Lewiston         | New York      | Purple Eagles   | 1856            | Privat Katholisch | 3.853           | MAAC                       |
| Rochester Institute of Technology (RIT)     | Henrietta        | New York      | Tigers          | 1829            | Privat            | 17.000          | Empire 8                   |
| Robert Morris University1                   | Moon Township    | Pennsylvania  | Colonials       | 1921            | Privat            | 4.005           | Horizon League             |
| Sacred Heart University                     | Fairfield        | Connecticut   | Pioneers        | 1963            | Privat Katholisch | 3.500           | NEC (MAAC seit Juli 2024)  |

1 Robert Morris war von 2010 bis zur Schließung der Herren- und Damen-Eishockeymannschaften nach der Saison 2020–21 Mitglied. Beide Mannschaften wurden im Juli 2023 wieder aufgenommen, und die Herrenmannschaft trat zu diesem Zeitpunkt wieder der Atlantic Hockey Association bei.

### Ehemalige Teilnehmer
- Iona College – bis 2003
- Fairfield University – bis 2003
- Quinnipiac University – bis 2005
- University of Connecticut – bis 2014

### Finalspiele und Meister
- 1999: Holy Cross besiegt Canisius 4–3
- 2000: Connecticut besiegt Iona 6–1
- 2001: Mercyhurst besiegt Quinnipiac 6–5
- 2002: Quinnipiac besiegt Mercyhurst 6–4
- 2003: Mercyhurst besiegt Quinnipiac 4–3
- 2004: Holy Cross besiegt Sacred Heart 4–0
- 2005: Mercyhurst besiegt Quinnipiac 3–2
- 2006: Holy Cross besiegt Bentley 5–2
- 2007: Air Force besiegt Army 6–1
- 2008: Air Force besiegt Mercyhurst 5–4
- 2009: Air Force besiegt Mercyhurst 2–0
- 2010: RIT besiegt Sacred Heart 6–1
- 2011: Air Force besiegt RIT 1–0
- 2012: Air Force besiegt RIT 4–0
- 2013: Canisius besiegt Mercyhurst 7–2
- 2014: Robert Morris besiegt Canisius 7–4
- 2015: RIT besiegt Mercyhurst 5–1
- 2016: RIT besiegt Robert Morris 7–4
- 2017: Air Force besiegt Robert Morris 2–1
- 2018: Air Force besiegt Robert Morris 5–1
- 2019: AIC besiegt Niagara 3–2
- 2020: nicht ausgespielt
- 2021: AIC besiegt Canisius 5–2

## Spielstätten der Conference
| Universität            | Arena                           | Kapazität |
| ---------------------- | ------------------------------- | --------- |
| Air Force              | Cadet Field House Ice Arena     | 2.635     |
| American International | Olympia Ice Center              | 1.200     |
| Army                   | Tate Rink                       | 2.648     |
| Bentley                | John A. Ryan Arena              | 1.200     |
| Canisius               | Buffalo State Sports Arena      | 1.800     |
| Holy Cross             | Hart Center                     | 1.400     |
| Mercyhurst             | Mercyhurst Ice Center           | 1.500     |
| Niagara                | Dwyer Arena                     | 2.100     |
| RIT                    | Frank Ritter Memorial Ice Arena | 2.100     |
| Robert Morris          | Clearview Arena                 | 1.200     |
| Sacred Heart           | Milford Ice Pavilion            | 1.000     |
| Finalspiel             | Blue Cross Arena                | 11.215    |

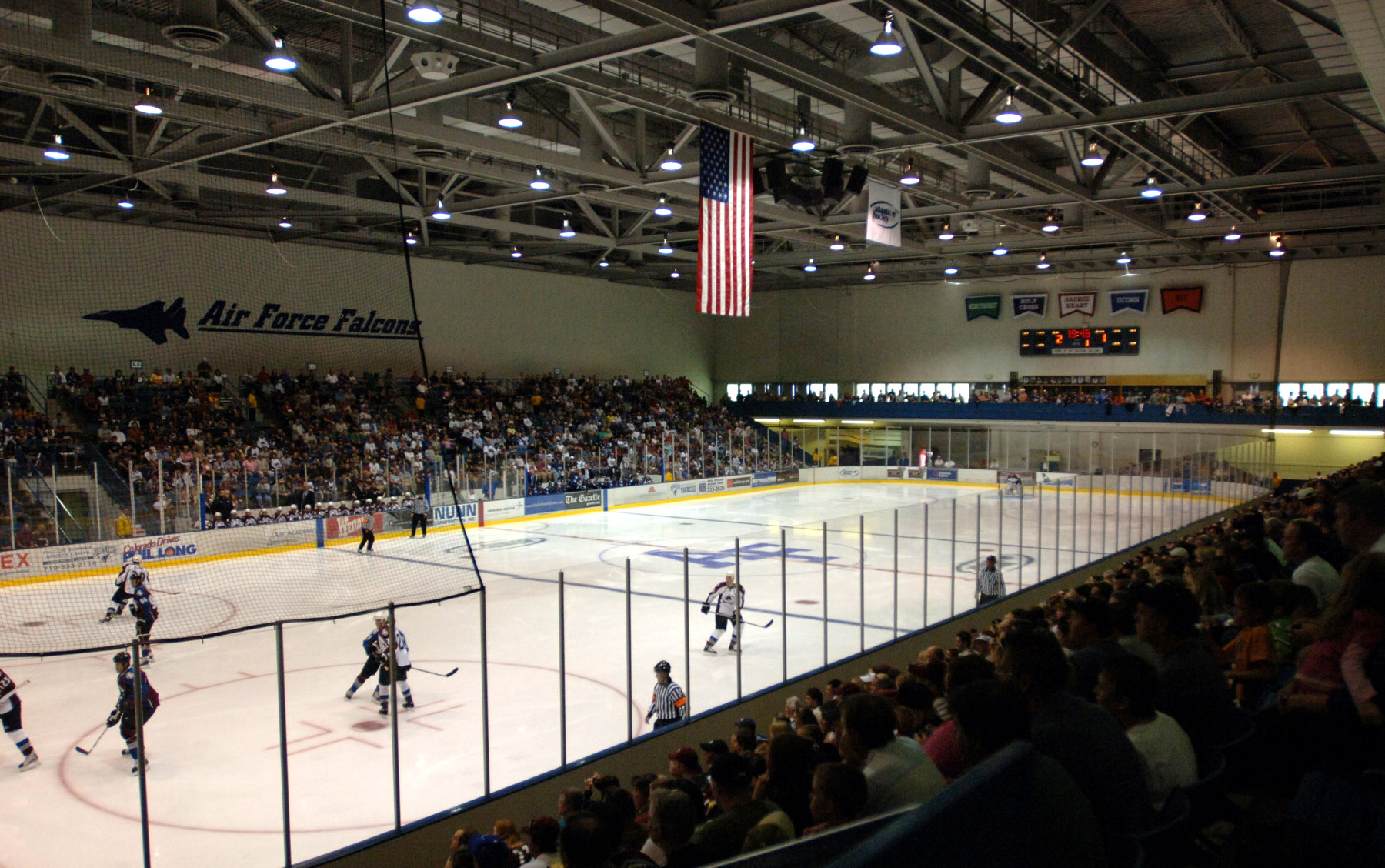
Cadet Field House Ice Arena
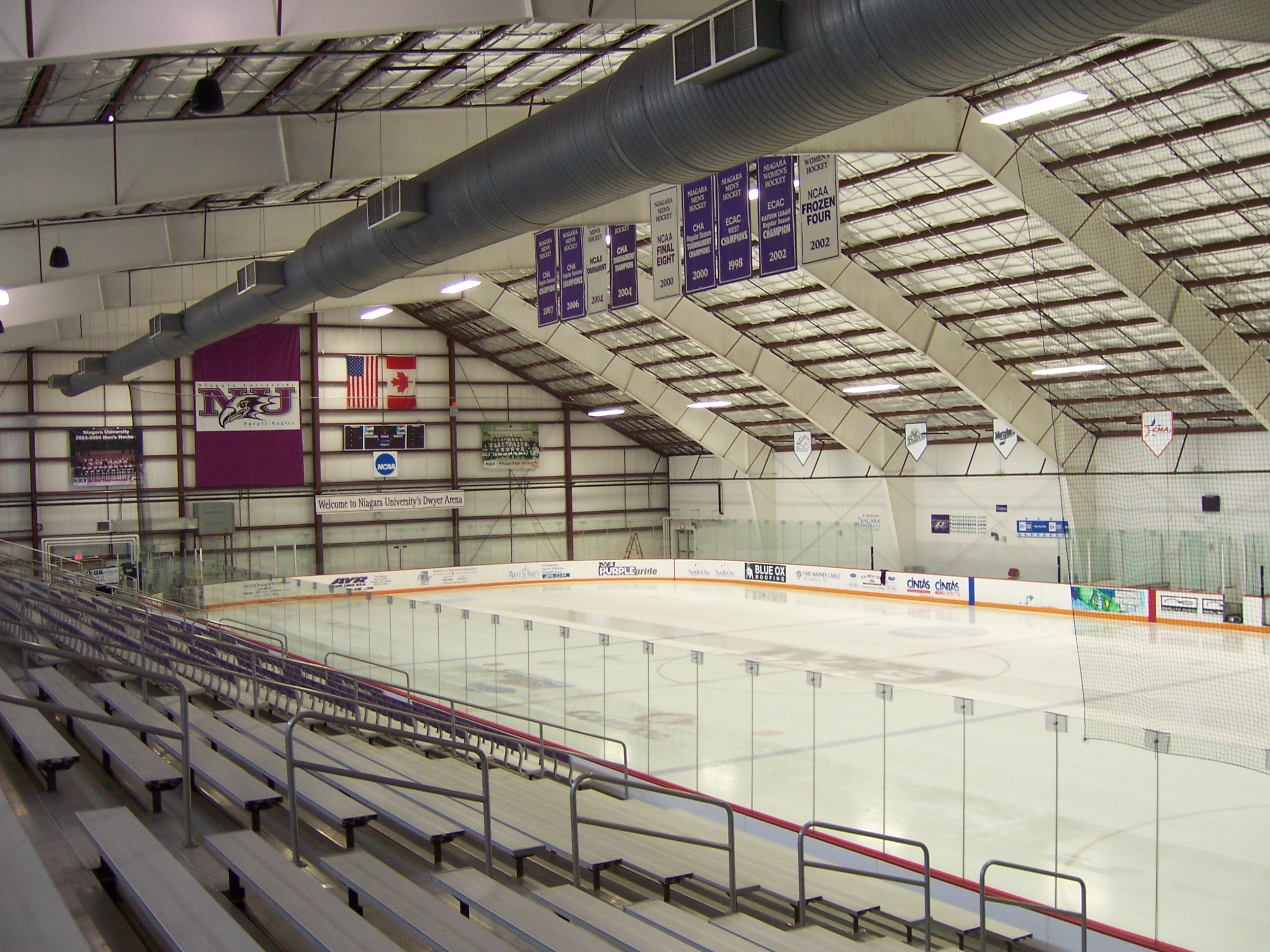
Dwyer Arena
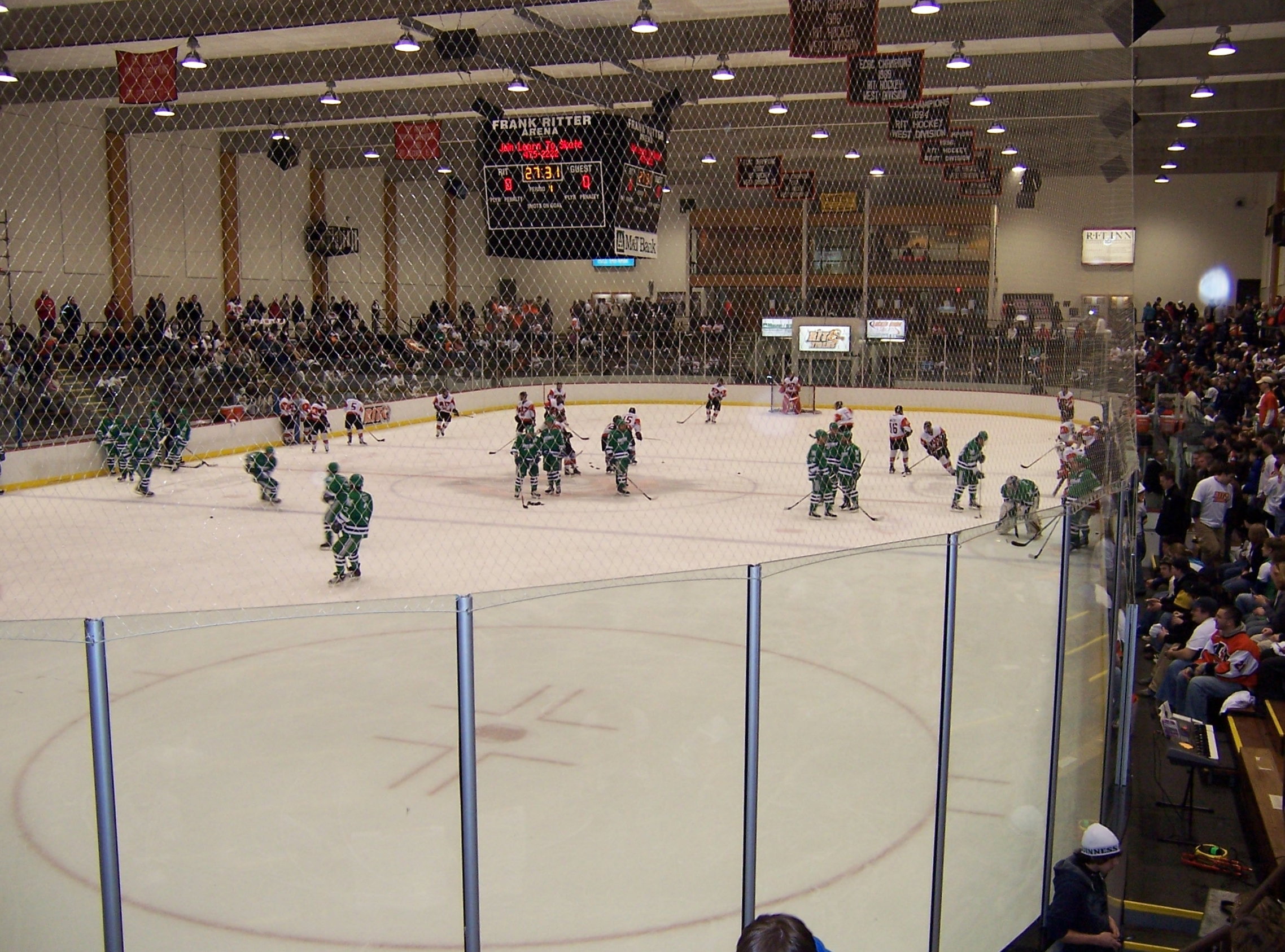
Frank Ritter Memorial Ice Arena